# Ahn Seo-hyun
Ahn Seo-hyun (안서현?, 安瑞賢?, An Seo-hyeonLR, An Sŏ-hyŏnMR; Suwon, 12 gennaio 2004) è un'attrice sudcoreana.

## Filmografia

### Cinema

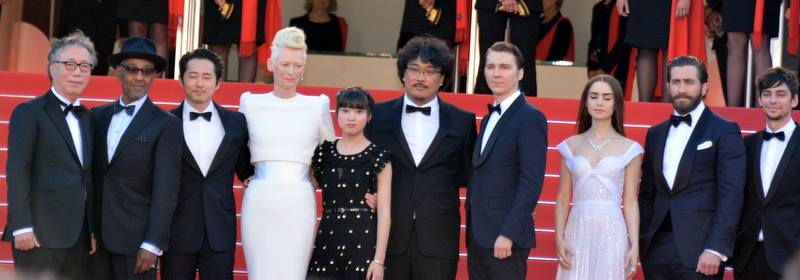
Ahn (quinta da sinistra) e il cast di Okja al Festival di Cannes 2017

- Tokki-wa lizard (토끼와 리저드?, Tokki-wa rijeodeuLR), regia di Ju Ji-hong (2009)
- The Housemaid (하녀?, HanyeoLR), regia di Im Sang-soo (2010)
- Pagoedoen sana-i (파괴된 사나이?), regia di Woo Min-ho (2011)
- The Yellow Sea (황해?, HwanghaeLR), regia di Na Hong-jin (2011)
- Goma-wo, mi-anhae (고마워, 미안해?), episodio di Mi-anhae, goma-wo (미안해, 고마워?), regia di Song Il-gon (2011)
- Champ (챔프?, ChaempeuLR), regia di Lee Hwan-kyung (2011)
- Mr. Idol (Mr. 아이돌?, Mr. A-i-dolLR), regia di Ra Hee-chan (2011)
- Monster (몬스터?, MonseuteoLR), regia di Hwang In-ho (2014)
- Sin-ui hansu (신의 한수?), regia di Jo Bum-gu (2014)
- Wannikkyeo (왓니껴?), regia di Lee Dong-sam (2014)
- Okja (옥자?), regia di Bong Joon-ho (2017)

### Televisione
- Yeon-ae gyeorhon (연애결혼?) – serial TV (2008)
- Terroir (떼루아?, Tteru-aLR) – serial TV (2008-2009)
- Sarang-eun amuna hana (사랑은 아무나 하나?) – serial TV (2009)
- Hon (혼?) – serial TV (2009)
- Se jamae (세 자매?) – serial TV (2010)
- Widaehan Gye Chun-bin (위대한 계춘빈?), regia di Lee Eung-bok – film TV (2010)
- Dream High (드림하이?, Deurim ha-iLR) – serial TV (2011)
- Dong-an minyeo (동안미녀?) – serial TV (2011)
- Cheonsang-ui hwa-won gombaeryeong (천상의 화원 곰배령?) – serial TV (2011-2012)
- What's Up (왓츠업?, Watcheu-eopLR) – serial TV (2011-2012)
- Babo eomma (바보엄마?) – serial TV (2012)
- Sang-eo (상어?) – serial TV (2013)
- Hwanggeum mujigae (황금 무지개?) – serial TV (2013-2014)
- Bo-mi-ui bang (보미의 방?), regia di Kim Sang-wi – film TV (2014)
- Ilpyeondansim mindeulle (일편단심 민들레?) – serial TV (2014-2015)
- Ma-eul - Achi-ara-ui bimil (마을 - 아치아라의 비밀?) – serial TV (2015)
- Boksoonoteu 2 (복수노트 2?) - serial TV (2018)
- Haechi (해치?) - serial TV (2019)

## Riconoscimenti
| Anno | Premio             | Categoria               | Opera nominata          | Risultato       |
| ---- | ------------------ | ----------------------- | ----------------------- | --------------- |
| 2011 | KBS Drama Awards   | Miglior giovane attrice | Dream High              | Candidato/a     |
| 2014 | KBS Drama Awards   | Miglior giovane attrice | Ilpyeondansim mindeulle | Vincitore/trice |
| 2017 | Festival di Cannes | Miglior attrice         | Okja                    | Candidato/a     |